# Kottenborn
Kottenborn là một xã thuộc huyện Ahrweiler, bang Rheinland-Pfalz, phía tây nước Đức. Xã Kottenborn có diện tích 3,78 km², dân số thời điểm ngày 31 tháng 12 năm 2006 là 177 người.